# Grand Slam de Long Beach de 2015
O Grand Slam de Long Beach de 2015 foi uma competição de vôlei de praia disputada na cidade de Long Beach, nos Estados Unidos, como parte do Circuito Mundial de Voleibol de Praia de 2015. A competição foi realizada entre 18 e 23 de agosto de 2015.

## Campeões
| Evento                       | Ouro                                        | Prata                                              | Bronze                                   |
| Torneio Masculino (Detalhes) | Brasil Alison Cerutti e Bruno Oscar Schmidt | Estados Unidos Nicholas Lucena e Philip Dalhausser | Espanha Pablo Herrera e Adrián Gavira    |
| Torneio Feminino (Detalhes)  | Brasil Talita Antunes e Larissa França      | Estados Unidos Kerri Walsh e April Ross            | Alemanha Laura Ludwig e Kira Walkenhorst |

## Masculino

### Fase de Grupos
As trinta e duas duplas que participaram da chave principal foram divididas em oito grupos com quatro duplas em cada grupo. Dentro do grupo, as equipes enfrentaram-se em sistema de todos contra todos. Vencedores ganharam dois pontos e perdedores, um. Ao final da Fase de Grupos, a dupla que ficou em primeiro lugar foi direto para as oitavas-de-final. Os segundos e terceiros disputaram uma repescagem valendo vaga nas oitavas.

#### Grupo A
|     |                       |     | Jogos | Jogos | Jogos | Sets | Sets | Sets  | Pontos | Pontos | Pontos |
| Pos | Equipe                | Pts | T     | V     | D     | V    | P    | R     | V      | P      | R      |
| --- | --------------------- | --- | ----- | ----- | ----- | ---- | ---- | ----- | ------ | ------ | ------ |
| 1   | Semenov / Krasilnikov | 5   | 3     | 2     | 1     | 4    | 3    | 1.333 | 128    | 122    | 1.049  |
| 2   | Binstock / Schachter  | 5   | 3     | 2     | 1     | 4    | 2    | 2.000 | 117    | 113    | 1.035  |
| 3   | Guto / Saymon         | 4   | 3     | 1     | 2     | 3    | 5    | 0.600 | 135    | 147    | 0.918  |
| 4   | Gibb / Patterson      | 4   | 3     | 1     | 2     | 3    | 4    | 0.750 | 126    | 124    | 1.016  |

| 19 Ago | 11:50 | Gibb / Patterson      | 1–2 | Guto / Saymon         | 17–21, 21–17, 11–15 |
| 19 Ago | 11:50 | Binstock / Schachter  | 0–2 | Semenov / Krasilnikov | 13–21, 20–22        |
| 20 Ago | 08:30 | Gibb / Patterson      | 2–0 | Semenov / Krasilnikov | 21–17, 21–12        |
| 20 Ago | 08:30 | Binstock / Schachter  | 2–0 | Guto / Saymon         | 21–19, 21–16        |
| 20 Ago | 15:10 | Gibb / Patterson      | 0–2 | Binstock / Schachter  | 19–21, 16–21        |
| 20 Ago | 15:10 | Semenov / Krasilnikov | 2–1 | Guto / Saymon         | 21–12, 20–22, 15–13 |

#### Grupo B
|     |                         |     | Jogos | Jogos | Jogos | Sets | Sets | Sets  | Pontos | Pontos | Pontos |
| Pos | Equipe                  | Pts | T     | V     | D     | V    | P    | R     | V      | P      | R      |
| --- | ----------------------- | --- | ----- | ----- | ----- | ---- | ---- | ----- | ------ | ------ | ------ |
| 1   | Hyden / Bourne          | 6   | 3     | 3     | 0     | 6    | 1    | 6.000 | 91     | 81     | 1.123  |
| 2   | Alison / Bruno          | 5   | 3     | 2     | 1     | 5    | 3    | 1.667 | 141    | 130    | 1.085  |
| 3   | E. Grimalt / M. Grimalt | 4   | 3     | 1     | 2     | 3    | 5    | 0.600 | 147    | 155    | 0.948  |
| 4   | Vanni / Tomatis         | 3   | 3     | 0     | 3     | 1    | 6    | 0.167 | 89     | 144    | 0.618  |

| 19 Ago | 11:50 | Alison / Bruno          | 2–0 | Vanni / Tomatis         | 21–15, 21–15        |
| 19 Ago | 11:50 | E. Grimalt / M. Grimalt | 0–2 | Hyden / Bourne          | 17–21, 19–21        |
| 20 Ago | 09:20 | Alison / Bruno          | 1–2 | Hyden / Bourne          | 21–13, 15–21, 9–15  |
| 20 Ago | 09:20 | E. Grimalt / M. Grimalt | 2–1 | Vanni / Tomatis         | 22–20, 18–21, 20–18 |
| 20 Ago | 16:00 | Alison / Bruno          | 2–1 | E. Grimalt / M. Grimalt | 21–18, 18–21, 15–12 |
| 20 Ago | 16:00 | Hyden / Bourne          |     | Vanni / Tomatis         | lesão               |

#### Grupo C
|     |                        |     | Jogos | Jogos | Jogos | Sets | Sets | Sets  | Pontos | Pontos | Pontos |
| Pos | Equipe                 | Pts | T     | V     | D     | V    | P    | R     | V      | P      | R      |
| --- | ---------------------- | --- | ----- | ----- | ----- | ---- | ---- | ----- | ------ | ------ | ------ |
| 1   | Nicolai / Lupo         | 6   | 3     | 3     | 0     | 6    | 1    | 6.000 | 142    | 129    | 1.101  |
| 2   | Nummerdor / Varenhorst | 5   | 3     | 2     | 1     | 4    | 3    | 1.333 | 129    | 112    | 1.152  |
| 3   | Rosenthal / Brunner    | 4   | 3     | 1     | 2     | 4    | 4    | 1.000 | 138    | 142    | 0.972  |
| 4   | Koshkarev / Barsouk    | 3   | 3     | 0     | 3     | 0    | 6    | 0.000 | 100    | 126    | 0.794  |

| 19 Ago | 12:40 | Nummerdor / Varenhorst | 2–0 | Koshkarev / Barsouk | 21–18, 21–10        |
| 19 Ago | 12:40 | Nicolai / Lupo         | 2–1 | Rosenthal / Brunner | 25–23, 16–21, 15–12 |
| 20 Ago | 10:10 | Nummerdor / Varenhorst | 2–1 | Rosenthal / Brunner | 13–21, 21–10, 15–9  |
| 20 Ago | 10:10 | Nicolai / Lupo         | 2–0 | Koshkarev / Barsouk | 21–18, 21–17        |
| 20 Ago | 16:50 | Nummerdor / Varenhorst | 0–2 | Nicolai / Lupo      | 21–23, 17–21        |
| 20 Ago | 16:50 | Rosenthal / Brunner    | 2–0 | Koshkarev / Barsouk | 21–19, 21–18        |

#### Grupo D
|     |                          |     | Jogos | Jogos | Jogos | Sets | Sets | Sets  | Pontos | Pontos | Pontos |
| Pos | Equipe                   | Pts | T     | V     | D     | V    | P    | R     | V      | P      | R      |
| --- | ------------------------ | --- | ----- | ----- | ----- | ---- | ---- | ----- | ------ | ------ | ------ |
| 1   | Pedro / Evandro          | 6   | 3     | 3     | 0     | 6    | 0    | MAX   | 130    | 100    | 1.300  |
| 2   | Fijałek / Prudel         | 5   | 3     | 2     | 1     | 4    | 2    | 2.000 | 112    | 98     | 1.143  |
| 3   | Kądzioła / Szałankiewicz | 4   | 3     | 1     | 2     | 2    | 4    | 0.500 | 112    | 123    | 0.911  |
| 4   | Pļaviņš / Regza          | 3   | 3     | 0     | 3     | 0    | 6    | 0.000 | 93     | 126    | 0.738  |

| 19 Ago | 12:40 | Pedro / Evandro          | 2–0 | Pļaviņš / Regza          | 21–18, 21–12 |
| 19 Ago | 12:40 | Fijałek / Prudel         | 2–0 | Kądzioła / Szałankiewicz | 21–15, 21–13 |
| 20 Ago | 08:30 | Pedro / Evandro          | 2–0 | Kądzioła / Szałankiewicz | 25–23, 21–19 |
| 20 Ago | 08:30 | Fijałek / Prudel         | 2–0 | Pļaviņš / Regza          | 21–10, 21–18 |
| 20 Ago | 14:20 | Pedro / Evandro          | 2–0 | Fijałek / Prudel         | 21–13, 21–15 |
| 20 Ago | 14:20 | Kądzioła / Szałankiewicz | 2–0 | Pļaviņš / Regza          | 21–19, 21–16 |

#### Grupo E
|     |                      |     | Jogos | Jogos | Jogos | Sets | Sets | Sets  | Pontos | Pontos | Pontos |
| Pos | Equipe               | Pts | T     | V     | D     | V    | P    | R     | V      | P      | R      |
| --- | -------------------- | --- | ----- | ----- | ----- | ---- | ---- | ----- | ------ | ------ | ------ |
| 1   | Brouwer / Meeuwsen   | 5   | 3     | 2     | 1     | 4    | 2    | 2.000 | 84     | 107    | 0.785  |
| 2   | Böckermann / Flüggen | 5   | 3     | 2     | 1     | 4    | 3    | 1.333 | 127    | 118    | 1.076  |
| 3   | Virgen / Ontiveros   | 4   | 3     | 1     | 2     | 2    | 5    | 0.400 | 115    | 127    | 0.906  |
| 4   | Álvaro / Vitor       | 4   | 3     | 1     | 2     | 4    | 4    | 1.000 | 86     | 102    | 0.843  |

| 19 Ago | 13:30 | Brouwer / Meeuwsen | 2–0 | Böckermann / Flüggen | 21–18, 21–16       |
| 19 Ago | 13:30 | Álvaro / Vitor     | 1–2 | Virgen / Ontiveros   | 21–15, 14–21, 8–15 |
| 20 Ago | 09:20 | Brouwer / Meeuwsen | 2–0 | Virgen / Ontiveros   | 21–15, 21–16       |
| 20 Ago | 09:20 | Álvaro / Vitor     | 1–2 | Böckermann / Flüggen | 21–15, 13–21, 9–15 |
| 20 Ago | 15:10 | Brouwer / Meeuwsen |     | Álvaro / Vitor       | lesão              |
| 20 Ago | 15:10 | Virgen / Ontiveros | 0–2 | Böckermann / Flüggen | 16–21, 17–21       |

#### Grupo F
|     |                        |     | Jogos | Jogos | Jogos | Sets | Sets | Sets  | Pontos | Pontos | Pontos |
| Pos | Equipe                 | Pts | T     | V     | D     | V    | P    | R     | V      | P      | R      |
| --- | ---------------------- | --- | ----- | ----- | ----- | ---- | ---- | ----- | ------ | ------ | ------ |
| 1   | Samoilovs / Šmēdiņš    | 6   | 3     | 3     | 0     | 6    | 1    | 6.000 | 139    | 107    | 1.299  |
| 2   | Erdmann / Matysik      | 5   | 3     | 2     | 1     | 5    | 3    | 1.667 | 138    | 138    | 1.000  |
| 3   | V. Göğtepe / Giginoğlu | 4   | 3     | 1     | 2     | 3    | 5    | 0.600 | 136    | 147    | 0.925  |
| 4   | Marco / García         | 3   | 3     | 0     | 3     | 1    | 6    | 0.167 | 121    | 142    | 0.852  |

| 19 Ago | 13:30 | Samoilovs / Šmēdiņš    | 2–0 | Marco / García         | 21–17, 21–14        |
| 19 Ago | 13:30 | Erdmann / Matysik      | 2–1 | V. Göğtepe / Giginoğlu | 21–17, 13–21, 15–11 |
| 20 Ago | 10:10 | Samoilovs / Šmēdiņš    | 2–0 | V. Göğtepe / Giginoğlu | 21–17, 21–12        |
| 20 Ago | 10:10 | Erdmann / Matysik      | 2–0 | Marco / García         | 21–19, 21–15        |
| 20 Ago | 16:00 | Samoilovs / Šmēdiņš    | 2–1 | Erdmann / Matysik      | 19–21, 21–15, 15–11 |
| 20 Ago | 16:00 | V. Göğtepe / Giginoğlu | 2–1 | Marco / García         | 22–20, 21–23, 15–13 |

#### Grupo G
|     |                   |     | Jogos | Jogos | Jogos | Sets | Sets | Sets  | Pontos | Pontos | Pontos |
| Pos | Equipe            | Pts | T     | V     | D     | V    | P    | R     | V      | P      | R      |
| --- | ----------------- | --- | ----- | ----- | ----- | ---- | ---- | ----- | ------ | ------ | ------ |
| 1   | Ricardo / Emanuel | 6   | 3     | 3     | 0     | 6    | 1    | 6.000 | 137    | 106    | 1.292  |
| 2   | Herrera / Gavira  | 5   | 3     | 2     | 1     | 4    | 3    | 1.333 | 124    | 123    | 1.008  |
| 3   | Mayer / Doherty   | 4   | 3     | 1     | 2     | 3    | 4    | 0.750 | 135    | 131    | 1.031  |
| 4   | Kapa / McHugh     | 3   | 3     | 0     | 3     | 1    | 6    | 0.167 | 101    | 137    | 0.737  |

| 19 Ago | 14:20 | Ricardo / Emanuel | 2–0 | Mayer / Doherty  | 21–18, 21–19        |
| 19 Ago | 14:20 | Herrera / Gavira  | 2–0 | Kapa / McHugh    | 21–10, 21–15        |
| 20 Ago | 11:00 | Ricardo / Emanuel | 2–1 | Kapa / McHugh    | 17–21, 21–12, 15–9  |
| 20 Ago | 11:00 | Herrera / Gavira  | 2–1 | Mayer / Doherty  | 25–23, 15–21, 15–12 |
| 20 Ago | 16:50 | Ricardo / Emanuel | 2–0 | Herrera / Gavira | 21–12, 21–15        |
| 20 Ago | 16:50 | Kapa / McHugh     | 0–2 | Mayer / Doherty  | 15–21, 19–21        |

#### Grupo H
|     |                     |     | Jogos | Jogos | Jogos | Sets | Sets | Sets  | Pontos | Pontos | Pontos |
| Pos | Equipe              | Pts | T     | V     | D     | V    | P    | R     | V      | P      | R      |
| --- | ------------------- | --- | ----- | ----- | ----- | ---- | ---- | ----- | ------ | ------ | ------ |
| 1   | Doppler / Horst     | 5   | 3     | 2     | 1     | 4    | 3    | 1.333 | 101    | 140    | 0.721  |
| 2   | Dalhausser / Lucena | 5   | 3     | 2     | 1     | 5    | 2    | 2.500 | 137    | 106    | 1.292  |
| 3   | Fuchs / Windscheif  | 4   | 3     | 1     | 2     | 2    | 5    | 0.400 | 122    | 142    | 0.859  |
| 4   | Schalk / Saxton     | 4   | 3     | 1     | 2     | 3    | 4    | 0.750 | 80     | 94     | 0.851  |

| 19 Ago | 14:20 | Doppler / Horst     | 2–0 | Fuchs / Windscheif  | 21–17, 30–28        |
| 19 Ago | 14:20 | Schalk / Saxton     | 0–2 | Dalhausser / Lucena | 15–21, 16–21        |
| 20 Ago | 11:00 | Doppler / Horst     | 2–1 | Dalhausser / Lucena | 21–19, 14–21, 15–13 |
| 20 Ago | 11:00 | Schalk / Saxton     | 1–2 | Fuchs / Windscheif  | 20–22, 21–15, 8–15  |
| 20 Ago | 17:40 | Doppler / Horst     |     | Schalk / Saxton     | lesão               |
| 20 Ago | 17:40 | Dalhausser / Lucena | 2–0 | Fuchs / Windscheif  | 21–14, 21–11        |

### Repescagem
As duplas que ficaram em segundo e terceiro lugar em cada grupo disputam uma repescagem valendo vaga nas oitavas-de-final, onde já aguardam as duplas que ficaram em primeiro lugar em cada grupo.
| Data   | Hora  |                        | Placar |                          | 1º Set | 2º Set | 3º Set |
| ------ | ----- | ---------------------- | ------ | ------------------------ | ------ | ------ | ------ |
| 21 Ago | 10:00 | Herrera / Gavira       | 2–0    | Göğtepe V. / Giginoğlu   | 21–9   | 21–16  |        |
| 21 Ago | 10:00 | Binstock / Schachter   | 2–1    | Virgen / Ontiveros       | 28–30  | 21–17  | 15–11  |
| 21 Ago | 10:00 | Lucena / Dalhausser    | 2–0    | Kądzioła / Szałankiewicz | 21–16  | 21–18  |        |
| 21 Ago | 10:00 | Erdmann / Matysik      | 0–2    | Mayer / Doherty          | 23–25  | 13–21  |        |
| 21 Ago | 09:00 | Böckermann / Flüggen   | 2–1    | Rosenthal / Brunner      | 15–21  | 21–15  | 15–12  |
| 21 Ago | 09:00 | Alison / Bruno         | 2–1    | Guto / Saymon            | 21–16  | 18–21  | 16–14  |
| 21 Ago | 09:00 | Fijałek / Prudel       | 2–0    | Fuchs / Windscheif       | 21–18  | 22–20  |        |
| 21 Ago | 09:00 | Nummerdor / Varenhorst | 2–0    | E. Grimalt / M. Grimalt  | 21–18  | 21–18  |        |

### Oitavas-de-final
As duplas que ficaram em primeiro lugar em cada um dos grupos ganham vaga direta para esta fase onde enfrentam as duplas que venceram na repescagem.
| Data   | Hora  |                       | Placar |                        | 1º Set | 2º Set | 3º Set |
| ------ | ----- | --------------------- | ------ | ---------------------- | ------ | ------ | ------ |
| 21 Ago | 14:00 | Hyden / Bourne        | 1–2    | Herrera / Gavira       | 14–21  | 21–13  | 13–15  |
| 21 Ago | 14:00 | Doppler / Horst       | 2–0    | Binstock / Schachter   | 21–18  | 22–20  |        |
| 21 Ago | 14:00 | Samoilovs / Šmēdiņš   | 1–2    | Lucena / Dalhausser    | 21–17  | 11–21  | 12–15  |
| 21 Ago | 14:00 | Nicolai / Lupo        | 1–2    | Mayer / Doherty        | 21–16  | 16–21  | 12–15  |
| 21 Ago | 13:00 | Pedro / Evandro       | 1–2    | Böckermann / Flüggen   | 21–19  | 19–21  | 13–15  |
| 21 Ago | 13:00 | Ricardo / Emanuel     | 1–2    | Alison / Bruno         | 16–21  | 21–16  | 12–15  |
| 21 Ago | 13:00 | Brouwer / Meeuwsen    | 2–0    | Fijałek / Prudel       | 24–22  | 21–15  |        |
| 21 Ago | 13:00 | Semenov / Krasilnikov | 2–1    | Nummerdor / Varenhorst | 24–22  | 17–21  | 15–12  |

### Chaveamento
|  | Quartas-de-final | Quartas-de-final      | Quartas-de-final    | Quartas-de-final | Quartas-de-final |                    |                     | Semifinais       | Semifinais          | Semifinais          | Semifinais          | Semifinais          |                     |  | Final | Final               | Final | Final | Final |  |  |
|  |                  |                       |                     |                  |                  |                    |                     |                  |                     |                     |                     |                     |                     |  |       |                     |       |       |       |  |  |
|  | 10               | Herrera / Gavira      | 26                  | 17               | 15               |                    |                     |                  |                     |                     |                     |                     |                     |  |       |                     |       |       |       |  |  |
|  | 8                | Doppler / Horst       | 24                  | 21               | 7                |                    |                     |                  |                     |                     |                     |                     |                     |  |       |                     |       |       |       |  |  |
|  | 8                | Doppler / Horst       | 24                  | 21               | 7                |                    | 10                  | Herrera / Gavira | 21                  | 19                  | 13                  |                     |                     |  |       |                     |       |       |       |  |  |
|  |                  |                       |                     |                  |                  |                    | 10                  | Herrera / Gavira | 21                  | 19                  | 13                  |                     |                     |  |       |                     |       |       |       |  |  |
|  |                  | 24                    | Lucena / Dalhausser | 13               | 21               | 15                 |                     |                  |                     |                     |                     |                     |                     |  |       |                     |       |       |       |  |  |
|  | 24               | 24                    | Lucena / Dalhausser | 13               | 21               | 15                 | Lucena / Dalhausser | 21               | 21                  |                     |                     |                     |                     |  |       |                     |       |       |       |  |  |
|  | 24               |                       |                     |                  |                  |                    | Lucena / Dalhausser | 21               | 21                  |                     |                     |                     |                     |  |       |                     |       |       |       |  |  |
|  | 26               | Mayer / Doherty       | 15                  | 12               |                  |                    |                     |                  |                     |                     |                     |                     |                     |  |       |                     |       |       |       |  |  |
|  |                  |                       |                     |                  |                  |                    |                     |                  |                     |                     |                     |                     |                     |  | 24    | Lucena / Dalhausser | 16    | 22    | 13    |  |  |
|  |                  |                       | 2                   | Alison / Bruno   | 21               | 20                 | 15                  |                  |                     |                     |                     |                     |                     |  |       |                     |       |       |       |  |  |
|  | 28               | Böckermann / Flüggen  | 17                  | 13               |                  |                    |                     |                  |                     |                     |                     |                     |                     |  |       |                     |       |       |       |  |  |
|  | 2                | Alison / Bruno        | 21                  | 21               |                  |                    |                     |                  |                     |                     |                     |                     |                     |  |       |                     |       |       |       |  |  |
|  | 2                | Alison / Bruno        | 21                  | 21               |                  | 2                  | Alison / Bruno      | 21               | 21                  |                     |                     |                     |                     |  |       |                     |       |       |       |  |  |
|  |                  |                       |                     |                  |                  | 2                  | Alison / Bruno      | 21               | 21                  |                     |                     |                     |                     |  |       |                     |       |       |       |  |  |
|  |                  | 5                     | Brouwer / Meeuwsen  | 18               | 17               |                    |                     |                  | Disputa pelo bronze | Disputa pelo bronze | Disputa pelo bronze | Disputa pelo bronze | Disputa pelo bronze |  |       |                     |       |       |       |  |  |
|  | 5                | 5                     | Brouwer / Meeuwsen  | 18               | 17               | Brouwer / Meeuwsen | 21                  | 21               | Disputa pelo bronze | Disputa pelo bronze | Disputa pelo bronze | Disputa pelo bronze | Disputa pelo bronze |  |       |                     |       |       |       |  |  |
|  | 5                |                       |                     |                  |                  | Brouwer / Meeuwsen | 21                  | 21               |                     |                     |                     |                     |                     |  |       |                     |       |       |       |  |  |
|  | 17               | Semenov / Krasilnikov | 17                  | 17               |                  |                    |                     |                  |                     |                     |                     |                     |                     |  | 10    | Herrera / Gavira    | 9     | 21    | 15    |  |  |
|  |                  |                       |                     |                  |                  |                    |                     |                  |                     |                     |                     |                     |                     |  | 5     | Brouwer / Meeuwsen  | 21    | 17    | 12    |  |  |

### Quartas-de-final
| 21 Ago 17:00 | Herrera / Gavira (ESP) | 2 – 1                | Doppler / Horst (AUT) | Duração: 0:54 |
| 21 Ago 17:00 | 26 17 15               | 1º Set 2º Set 3º Set | 24 21 7               | Duração: 0:54 |

| 21 Ago 17:00 | Lucena / Dalhausser (EUA) | 2 – 0         | Mayer / Doherty (EUA) | Duração: 0:32 |
| 21 Ago 17:00 | 21 21                     | 1º Set 2º Set | 15 12                 | Duração: 0:32 |

| 21 Ago 17:00 | Böckermann / Flüggen (ALE) | 0 – 2         | Alison / Bruno (BRA) | Duração: 0:42 |
| 21 Ago 17:00 | 17 13                      | 1º Set 2º Set | 21                   | Duração: 0:42 |

| 21 Ago 17:00 | Brouwer / Meeuwsen (HOL) | 2 – 0         | Semenov / Krasilnikov (RUS) | Duração: 0:37 |
| 21 Ago 17:00 | 21 21                    | 1º Set 2º Set | 17                          | Duração: 0:37 |

### Semifinais
| 22 Ago 15:15 | Herrera / Gavira (ESP) | 1 – 2                | Lucena / Dalhausser (EUA) | Duração: 1:02 |
| 22 Ago 15:15 | 21 19 13               | 1º Set 2º Set 3º Set | 13 21 15                  | Duração: 1:02 |

| 22 Ago 12:05 | Alison / Bruno (BRA) | 2 – 0         | Brouwer / Meeuwsen (HOL) | Duração: 0:39 |
| 22 Ago 12:05 | 21 21                | 1º Set 2º Set | 18 17                    | Duração: 0:39 |

### Disputa pelo bronze
| 23 Ago 13:35 | Herrera / Gavira (ESP) | 2 – 1                | Brouwer / Meeuwsen (HOL) | Duração: 1:04 |
| 23 Ago 13:35 | 9 21 15                | 1º Set 2º Set 3º Set | 21 17 12                 | Duração: 1:04 |

### Final
| 23 Ago 15:05 | Lucena / Dalhausser (EUA) | 1 – 2                | Alison / Bruno (BRA) | Duração: 1:15 |
| 23 Ago 15:05 | 16 22 13                  | 1º Set 2º Set 3º Set | 21 20 15             | Duração: 1:15 |

### Qualificação
Trinta e duas duplas participaram do Torneio de Qualificação para a chave principal do Grand Slam de Long Beach. Após duas rodadas eliminatórias, apenas oito ganharam vagas.

#### Primeira rodada da Qualificação
| Data   | Hora  |                         | Placar |                       | 1º Set | 2º Set | 3º Set |
| ------ | ----- | ----------------------- | ------ | --------------------- | ------ | ------ | ------ |
| 18 Ago | 12:20 | Álvaro / Vitor          | 2–0    | Hromadko / Salava     | 21–8   | 21–13  |        |
| 18 Ago | 12:20 | Crabb / Allen           | 2–1    | Casebeer / Olson      | 21–19  | 19–21  | 15–7   |
| 18 Ago | 12:20 | Koshkarev / Barsouk     | 2–0    | Whitfield / Williams  | 21–19  | 21–19  |        |
| 18 Ago | 12:20 | Smith / Weaver          | 2–1    | Dearing / May         | 19–21  | 21–17  | 15–8   |
| 18 Ago | 13:10 | Marco / García          | 2–0    | Roberts / Lawson      | 21–19  | 21–16  |        |
| 18 Ago | 13:10 | Burik / Topel           | 1–2    | Holler / Schröder     | 7–21   | 21–18  | 11–15  |
| 18 Ago | 13:10 | Kovatsch / Kissling, J. | 1–2    | Guto / Saymon         | 18–21  | 21–18  | 13–15  |
| 18 Ago | 13:10 | Page / McCoy            | 0–2    | Fuchs / Windscheif    | 16–21  | 16–21  |        |
| 18 Ago | 14:00 | Mayer / Doherty         | 2–1    | Jennings / Kolinske   | 19–21  | 21–17  | 15–13  |
| 18 Ago | 14:00 | Pedlow / O'Gorman       | 2–0    | Beeler / Strasser     | 21–11  | 21–13  |        |
| 18 Ago | 14:00 | Hordvik / Kvamsdal      | 0–2    | Montgomery / Ratledge | 14–21  | 17–21  |        |
| 18 Ago | 14:00 | Luciano / Márcio        | 0–2    | Böckermann / Flüggen  | 12–21  | 19–21  |        |
| 18 Ago | 14:50 | Pļaviņš / Regza         | 2–0    | Bates / Drost         | 21–13  | 21–19  |        |
| 18 Ago | 14:50 | Shiratori / Hasegawa    | 0–2    | Sidorenko / Dyachenko | 19–21  | 17–21  |        |
| 18 Ago | 14:50 | Slick / Rogers          | 0–2    | Vanni / Tomatis       | 16–21  | 16–21  |        |
| 18 Ago | 14:50 | Mol, H. / Huus          | 2–1    | Losiak / Kantor       | 18–21  | 21–19  | 15–11  |

#### Segunda rodada da Qualificação
As duplas que vencem nesta rodada ganham vaga no Torneio Principal.
| Data   | Hora  |                       | Placar |                       | 1º Set | 2º Set | 3º Set |
| ------ | ----- | --------------------- | ------ | --------------------- | ------ | ------ | ------ |
| 18 Ago | 17:20 | Álvaro / Vitor        | 2–0    | Crabb / Allen         | 26–24  | 21–19  |        |
| 18 Ago | 17:20 | Koshkarev / Barsouk   | 2–1    | Smith / Weaver        | 25–27  | 21–17  | 15–10  |
| 18 Ago | 17:20 | Marco / García        | 2–0    | Höller / Schröder     | 21–19  | 21–19  |        |
| 18 Ago | 17:20 | Guto / Saymon         | 2–0    | Fuchs / Windscheif    | 21–18  | 21–16  |        |
| 18 Ago | 18:10 | Mayer / Doherty       | 2–1    | Pedlow / O'Gorman     | 19–21  | 24–22  | 15–13  |
| 18 Ago | 18:10 | Montgomery / Ratledge | 0–2    | Böckermann / Flüggen  | 19–21  | 12–21  |        |
| 18 Ago | 18:10 | Pļaviņš / Regza       | 2–1    | Sidorenko / Dyachenko | 21–17  | 23–25  | 15–11  |
| 18 Ago | 18:10 | Vanni / Tomatis       | 2–0    | Mol, H. / Huus        | 21–19  | 21–10  |        |

## Feminino

### Fase de Grupos
As trinta e duas duplas que participaram da Fase de Grupos foram divididas em oito grupos com quatro duplas por grupo. As duplas dos grupos enfrentaram-se em sistema de todos contra todos. A dupla vencedora recebeu dois pontos, a perdedora, um. Ao final da Fase de Grupos, as primeiras colocadas de cada grupo ganharam vaga direta para as oitavas-de-final. Segundos e terceiros disputaram uma repescagem também valendo vaga nas oitavas.

#### Grupo A
|     |                       |     | Jogos | Jogos | Jogos | Sets | Sets | Sets  | Pontos | Pontos | Pontos |
| Pos | Equipe                | Pts | T     | V     | D     | V    | P    | R     | V      | P      | R      |
| --- | --------------------- | --- | ----- | ----- | ----- | ---- | ---- | ----- | ------ | ------ | ------ |
| 1   | Ágatha / Bárbara      | 6   | 3     | 3     | 0     | 6    | 0    | MAX   | 126    | 95     | 1.326  |
| 2   | Day / Kessy           | 5   | 3     | 2     | 1     | 4    | 4    | 1.000 | 141    | 139    | 1.014  |
| 3   | Kołosińska / Brzostek | 4   | 3     | 1     | 2     | 3    | 5    | 0.600 | 134    | 151    | 0.887  |
| 4   | Barsuk / Prokopeva    | 3   | 3     | 0     | 3     | 2    | 6    | 0.333 | 127    | 143    | 0.888  |

| 19 Ago | 08:30 | Ágatha / Bárbara      | 2–0 | Barsuk / Prokopeva    | 21–11, 21–16        |
| 19 Ago | 08:30 | Kołosińska / Brzostek | 1–2 | Day / Kessy           | 21–19, 21–23, 7–15  |
| 19 Ago | 15:10 | Ágatha / Bárbara      | 2–0 | Day / Kessy           | 21–16, 21–19        |
| 19 Ago | 15:10 | Kołosińska / Brzostek | 2–1 | Barsuk / Prokopeva    | 16–21, 21–18, 15–13 |
| 20 Ago | 11:50 | Ágatha / Bárbara      | 2–0 | Kołosińska / Brzostek | 21–16, 21–17        |
| 20 Ago | 11:50 | Day / Kessy           | 2–1 | Barsuk / Prokopeva    | 21–16, 13–21, 15–11 |

#### Grupo B
|     |                  |     | Jogos | Jogos | Jogos | Sets | Sets | Sets  | Pontos | Pontos | Pontos |
| Pos | Equipe           | Pts | T     | V     | D     | V    | P    | R     | V      | P      | R      |
| --- | ---------------- | --- | ----- | ----- | ----- | ---- | ---- | ----- | ------ | ------ | ------ |
| 1   | Talita / Larissa | 6   | 3     | 3     | 0     | 6    | 1    | 6.000 | 147    | 117    | 1.256  |
| 2   | Laboureur / Sude | 5   | 3     | 2     | 1     | 5    | 4    | 1.250 | 160    | 157    | 1.019  |
| 3   | Valjas / Broder  | 4   | 3     | 1     | 2     | 3    | 5    | 0.600 | 145    | 153    | 0.948  |
| 4   | Branagh / Kropp  | 3   | 3     | 0     | 3     | 2    | 6    | 0.333 | 122    | 147    | 0.830  |

| 19 Ago | 08:30 | Talita / Larissa | 2–0 | Branagh / Kropp  | 21–12, 21–13        |
| 19 Ago | 08:30 | Valjas / Broder  | 1–2 | Laboureur / Sude | 22–20, 17–21, 13–15 |
| 19 Ago | 15:10 | Talita / Larissa | 2–1 | Laboureur / Sude | 22–24, 21–18, 15–11 |
| 19 Ago | 15:10 | Valjas / Broder  | 2–1 | Branagh / Kropp  | 18–21, 21–17, 15–12 |
| 20 Ago | 11:50 | Talita / Larissa | 2–0 | Valjas / Broder  | 21–15, 26–24        |
| 20 Ago | 11:50 | Laboureur / Sude | 2–1 | Branagh / Kropp  | 15–21, 21–15, 15–11 |

#### Grupo C
|     |                        |     | Jogos | Jogos | Jogos | Sets | Sets | Sets  | Pontos | Pontos | Pontos |
| Pos | Equipe                 | Pts | T     | V     | D     | V    | P    | R     | V      | P      | R      |
| --- | ---------------------- | --- | ----- | ----- | ----- | ---- | ---- | ----- | ------ | ------ | ------ |
| 1   | Holtwick / Semmler     | 6   | 3     | 3     | 0     | 6    | 0    | MAX   | 126    | 80     | 1.575  |
| 2   | Juliana / Maria Elisa  | 5   | 3     | 2     | 1     | 4    | 2    | 2.000 | 109    | 94     | 1.160  |
| 3   | Dubovcová / Nestarcová | 4   | 3     | 1     | 2     | 2    | 4    | 0.500 | 95     | 112    | 0.848  |
| 4   | DiCello / Van Zwieten  | 3   | 3     | 0     | 3     | 0    | 6    | 0.000 | 82     | 126    | 0.651  |

| 19 Ago | 09:20 | Juliana / Maria Elisa  | 2–0 | DiCello / Van Zwieten  | 21–10, 21–15 |
| 19 Ago | 09:20 | Holtwick / Semmler     | 2–0 | Dubovcová / Nestarcová | 21–15, 21–13 |
| 19 Ago | 16:00 | Juliana / Maria Elisa  | 2–0 | Dubovcová / Nestarcová | 21–12, 21–13 |
| 19 Ago | 16:00 | Holtwick / Semmler     | 2–0 | DiCello / Van Zwieten  | 21–16, 21–11 |
| 20 Ago | 12:40 | Juliana / Maria Elisa  | 0–2 | Holtwick / Semmler     | 13–21, 12–21 |
| 20 Ago | 12:40 | Dubovcová / Nestarcová | 2–0 | DiCello / Van Zwieten  | 21–16, 21–12 |

#### Grupo D
|     |                       |     | Jogos | Jogos | Jogos | Sets | Sets | Sets  | Pontos | Pontos | Pontos |
| Pos | Equipe                | Pts | T     | V     | D     | V    | P    | R     | V      | P      | R      |
| --- | --------------------- | --- | ----- | ----- | ----- | ---- | ---- | ----- | ------ | ------ | ------ |
| 1   | Bansley / Pavan       | 6   | 3     | 3     | 0     | 6    | 2    | 3.000 | 150    | 128    | 1.172  |
| 2   | Forrer / Vergé-Depré  | 5   | 3     | 2     | 1     | 5    | 3    | 1.667 | 148    | 143    | 1.035  |
| 3   | Fendrick / Sweat      | 4   | 3     | 1     | 2     | 4    | 4    | 1.000 | 146    | 136    | 1.074  |
| 4   | Mashkova / Tsimbalova | 3   | 3     | 0     | 3     | 0    | 6    | 0.000 | 89     | 126    | 0.706  |

| 19 Ago | 09:20 | Bansley / Pavan      | 2–0 | Mashkova / Tsimbalova | 21–16, 21–12        |
| 19 Ago | 09:20 | Fendrick / Sweat     | 1–2 | Forrer / Vergé-Depré  | 22–20, 19–21, 13–15 |
| 19 Ago | 16:00 | Bansley / Pavan      | 2–1 | Forrer / Vergé-Depré  | 20–22, 21–18, 15–10 |
| 19 Ago | 16:00 | Fendrick / Sweat     | 2–0 | Mashkova / Tsimbalova | 21–16, 21–12        |
| 20 Ago | 12:40 | Bansley / Pavan      | 2–1 | Fendrick / Sweat      | 21–17, 16–21, 15–12 |
| 20 Ago | 12:40 | Forrer / Vergé-Depré | 2–0 | Mashkova / Tsimbalova | 21–18, 21–15        |

#### Grupo E
|     |                            |     | Jogos | Jogos | Jogos | Sets | Sets | Sets  | Pontos | Pontos | Pontos |
| Pos | Equipe                     | Pts | T     | V     | D     | V    | P    | R     | V      | P      | R      |
| --- | -------------------------- | --- | ----- | ----- | ----- | ---- | ---- | ----- | ------ | ------ | ------ |
| 1   | Meppelink / Van Iersel     | 6   | 3     | 3     | 0     | 6    | 1    | 6.000 | 142    | 117    | 1.214  |
| 2   | Wang / Yue                 | 5   | 3     | 2     | 1     | 5    | 2    | 2.500 | 132    | 125    | 1.056  |
| 3   | Zumkehr / Heidrich         | 4   | 3     | 1     | 2     | 2    | 4    | 0.500 | 115    | 121    | 0.950  |
| 4   | Van Gestel / Van der Vlist | 3   | 3     | 0     | 3     | 0    | 6    | 0.000 | 100    | 126    | 0.794  |

| 19 Ago | 10:10 | Meppelink / Van Iersel | 2–0 | Van Gestel / Van der Vlist | 21–17, 21–18       |
| 19 Ago | 10:10 | Wang / Yue             | 2–0 | Zumkehr / Heidrich         | 21–18, 22–20       |
| 19 Ago | 16:50 | Meppelink / Van Iersel | 2–0 | Zumkehr / Heidrich         | 21–13, 24–22       |
| 19 Ago | 16:50 | Wang / Yue             | 2–0 | Van Gestel / Van der Vlist | 21–18, 21–14       |
| 20 Ago | 10:10 | Meppelink / Van Iersel | 2–1 | Wang / Yue                 | 21–17, 19–21, 15–9 |
| 20 Ago | 11:00 | Zumkehr / Heidrich     | 2–0 | Van Gestel / Van der Vlist | 21–17, 21–16       |

#### Grupo F
|     |                      |     | Jogos | Jogos | Jogos | Sets | Sets | Sets  | Pontos | Pontos | Pontos |
| Pos | Equipe               | Pts | T     | V     | D     | V    | P    | R     | V      | P      | R      |
| --- | -------------------- | --- | ----- | ----- | ----- | ---- | ---- | ----- | ------ | ------ | ------ |
| 1   | Ludwig / Walkenhorst | 5   | 3     | 2     | 1     | 4    | 4    | 1.000 | 140    | 144    | 0.972  |
| 2   | Liliana / Baquerizo  | 5   | 3     | 2     | 1     | 5    | 2    | 2.500 | 135    | 123    | 1.098  |
| 3   | Pata / Matauatu      | 4   | 3     | 1     | 2     | 3    | 5    | 0.600 | 132    | 137    | 0.964  |
| 4   | Carico / Summer      | 4   | 3     | 1     | 2     | 3    | 4    | 0.750 | 129    | 132    | 0.977  |

| 19 Ago | 10:10 | Ludwig / Walkenhorst | 0–2 | Carico / Summer     | 23–25, 14–21        |
| 19 Ago | 10:10 | Liliana / Baquerizo  | 2–0 | Pata / Matauatu     | 21–16, 21–16        |
| 19 Ago | 16:50 | Ludwig / Walkenhorst | 2–1 | Pata / Matauatu     | 12–21, 21–14, 15–12 |
| 19 Ago | 16:50 | Liliana / Baquerizo  | 2–0 | Carico / Summer     | 21–18, 21–18        |
| 20 Ago | 13:30 | Ludwig / Walkenhorst | 2–1 | Liliana / Baquerizo | 21–16, 18–21, 16–14 |
| 20 Ago | 13:30 | Pata / Matauatu      | 2–1 | Carico / Summer     | 21–19, 17–21, 15–7  |

#### Grupo G
|     |                        |     | Jogos | Jogos | Jogos | Sets | Sets | Sets  | Pontos | Pontos | Pontos |
| Pos | Equipe                 | Pts | T     | V     | D     | V    | P    | R     | V      | P      | R      |
| --- | ---------------------- | --- | ----- | ----- | ----- | ---- | ---- | ----- | ------ | ------ | ------ |
| 1   | Bawden / Clancy        | 5   | 3     | 2     | 1     | 4    | 3    | 1.333 | 144    | 129    | 1.116  |
| 2   | Fopma / Hochevar       | 5   | 3     | 2     | 1     | 5    | 3    | 1.667 | 145    | 141    | 1.028  |
| 3   | Maria Clara / Carolina | 5   | 3     | 2     | 1     | 4    | 4    | 1.000 | 151    | 148    | 1.020  |
| 4   | Goricanec / Hüberli    | 3   | 3     | 0     | 3     | 3    | 6    | 0.500 | 150    | 172    | 0.872  |

| 19 Ago | 11:00 | Bawden / Clancy        | 0–2 | Fopma / Hochevar       | 16–21, 19–21        |
| 19 Ago | 11:00 | Maria Clara / Carolina | 2–1 | Goricanec / Hüberli    | 19–21, 21–13, 18–16 |
| 19 Ago | 17:40 | Bawden / Clancy        | 2–1 | Goricanec / Hüberli    | 21–14, 26–28, 15–9  |
| 19 Ago | 17:40 | Maria Clara / Carolina | 2–1 | Fopma / Hochevar       | 21–19, 21–23, 15–9  |
| 20 Ago | 13:30 | Bawden / Clancy        | 2–0 | Maria Clara / Carolina | 26–24, 21–12        |
| 20 Ago | 13:30 | Goricanec / Hüberli    | 1–2 | Fopma / Hochevar       | 19–21, 21–16, 9–15  |

#### Grupo H
|     |                       |     | Jogos | Jogos | Jogos | Sets | Sets | Sets  | Pontos | Pontos | Pontos |
| Pos | Equipe                | Pts | T     | V     | D     | V    | P    | R     | V      | P      | R      |
| --- | --------------------- | --- | ----- | ----- | ----- | ---- | ---- | ----- | ------ | ------ | ------ |
| 1   | Walsh / Ross          | 6   | 3     | 3     | 0     | 6    | 0    | MAX   | 129    | 96     | 1.344  |
| 2   | Menegatti / Orsi Toth | 5   | 3     | 2     | 1     | 4    | 4    | 1.000 | 151    | 146    | 1.034  |
| 3   | Bieneck / Großner     | 4   | 3     | 1     | 2     | 3    | 4    | 0.750 | 127    | 127    | 1.000  |
| 4   | Lili / Carol Horta    | 3   | 3     | 0     | 3     | 1    | 6    | 0.167 | 101    | 139    | 0.727  |

| 19 Ago | 11:00 | Walsh / Ross          | 2–0 | Bieneck / Großner     | 21–15, 21–18        |
| 19 Ago | 11:00 | Menegatti / Orsi Toth | 2–1 | Lili / Carol Horta    | 21–18, 19–21, 15–10 |
| 19 Ago | 17:40 | Walsh / Ross          | 2–0 | Lili / Carol Horta    | 21–12, 21–10        |
| 19 Ago | 17:40 | Menegatti / Orsi Toth | 2–1 | Bieneck / Großner     | 19–21, 21–19, 15–12 |
| 20 Ago | 14:20 | Walsh / Ross          | 2–0 | Menegatti / Orsi Toth | 22–20, 23–21        |
| 20 Ago | 14:20 | Lili / Carol Horta    | 0–2 | Bieneck / Großner     | 11–21, 19–21        |

### Repescagem
As duplas que ficaram em segundo e terceiro lugar em cada grupo disputam uma repescagem valendo vaga nas oitavas-de-final, onde já aguardam as duplas que ficaram em primeiro lugar em cada grupo.
| Data   | Hora  |                       | Placar |                        | 1º Set | 2º Set | 3º Set |
| ------ | ----- | --------------------- | ------ | ---------------------- | ------ | ------ | ------ |
| 21 Ago | 12:00 | Menegatti / Orsi Toth | 1–2    | Pata / Matauatu        | 18–21  | 21–11  | 10–15  |
| 21 Ago | 12:00 | Juliana / Maria Elisa | 2–1    | Valjas / Broder        | 14–21  | 21–10  | 15–13  |
| 21 Ago | 12:00 | Forrer / Vergé-Depré  | 2–0    | Zumkehr / Heidrich     | 21–13  | 22–20  |        |
| 21 Ago | 11:00 | Laboureur / Sude      | 2–1    | Maria Clara / Carolina | 17–21  | 21–19  | 15–10  |
| 21 Ago | 12:00 | Day / Kessy           | 2–0    | Bieneck / Großner      | 21–17  | 21–17  |        |
| 21 Ago | 11:00 | Wang / Yue            | 1–2    | Kołosińska / Brzostek  | 17–21  | 23–21  | 11–15  |
| 21 Ago | 11:00 | Liliana / Baquerizo   | 2–1    | Dubovcová / Nestarcová | 16–21  | 21–19  | 15–12  |
| 21 Ago | 11:00 | Fopma / Hochevar      | 2–1    | Fendrick / Sweat       | 21–15  | 19–21  | 19–17  |

### Oitavas-de-final
As duplas que ficaram em primeiro lugar em cada um dos grupos ganham vaga direta para esta fase onde enfrentam as duplas que venceram na repescagem.
| Data   | Hora  |                        | Placar |                       | 1º Set | 2º Set | 3º Set |
| ------ | ----- | ---------------------- | ------ | --------------------- | ------ | ------ | ------ |
| 21 Ago | 16:00 | Ágatha / Bárbara       | 1–2    | Pata / Matauatu       | 12–21  | 21–19  | 13–15  |
| 21 Ago | 16:00 | Ludwig / Walkenhorst   | 2–0    | Juliana / Maria Elisa | 21–19  | 21–18  |        |
| 21 Ago | 16:00 | Walsh / Ross           | 2–0    | Forrer / Vergé-Depré  | 21–13  | 21–16  |        |
| 21 Ago | 15:00 | Bansley / Pavan        | 2–1    | Laboureur / Sude      | 18–21  | 21–19  | 15–10  |
| 21 Ago | 16:00 | Holtwick / Semmler     | 2–0    | Day / Kessy           | 21–19  | 21–19  |        |
| 21 Ago | 15:00 | Bawden / Clancy        | 2–0    | Kołosińska / Brzostek | 21–16  | 21–15  |        |
| 21 Ago | 15:00 | Meppelink / Van Iersel | 0–2    | Liliana / Baquerizo   | 13–21  | 19–21  |        |
| 21 Ago | 15:00 | Talita / Larissa       | 2–0    | Fopma / Hochevar      | 21–16  | 21–11  |        |

### Chaveamento
|  | Quartas-de-final | Quartas-de-final     | Quartas-de-final | Quartas-de-final | Quartas-de-final |                     |                 | Semifinais           | Semifinais          | Semifinais          | Semifinais          | Semifinais          |                     |  | Final | Final                | Final | Final | Final |  |  |
|  |                  |                      |                  |                  |                  |                     |                 |                      |                     |                     |                     |                     |                     |  |       |                      |       |       |       |  |  |
|  | 22               | Pata / Matauatu      | 23               | 15               | 15               |                     |                 |                      |                     |                     |                     |                     |                     |  |       |                      |       |       |       |  |  |
|  | 6                | Ludwig / Walkenhorst | 21               | 21               | 17               |                     |                 |                      |                     |                     |                     |                     |                     |  |       |                      |       |       |       |  |  |
|  | 6                | Ludwig / Walkenhorst | 21               | 21               | 17               |                     | 6               | Ludwig / Walkenhorst | 19                  | 17                  |                     |                     |                     |  |       |                      |       |       |       |  |  |
|  |                  |                      |                  |                  |                  |                     | 6               | Ludwig / Walkenhorst | 19                  | 17                  |                     |                     |                     |  |       |                      |       |       |       |  |  |
|  |                  | 8                    | Walsh / Ross     | 21               | 21               |                     |                 |                      |                     |                     |                     |                     |                     |  |       |                      |       |       |       |  |  |
|  | 8                | 8                    | Walsh / Ross     | 21               | 21               | Walsh / Ross        | 18              | 21                   | 18                  |                     |                     |                     |                     |  |       |                      |       |       |       |  |  |
|  | 8                |                      |                  |                  |                  | Walsh / Ross        | 18              | 21                   | 18                  |                     |                     |                     |                     |  |       |                      |       |       |       |  |  |
|  | 4                | Bansley / Pavan      | 21               | 14               | 16               |                     |                 |                      |                     |                     |                     |                     |                     |  |       |                      |       |       |       |  |  |
|  |                  |                      |                  |                  |                  |                     |                 |                      |                     |                     |                     |                     |                     |  | 8     | Walsh / Ross         | 18    | 16    |       |  |  |
|  |                  |                      | 2                | Talita / Larissa | 21               | 21                  |                 |                      |                     |                     |                     |                     |                     |  |       |                      |       |       |       |  |  |
|  | 14               | Holtwick / Semmler   | 15               | 21               |                  |                     |                 |                      |                     |                     |                     |                     |                     |  |       |                      |       |       |       |  |  |
|  | 7                | Bawden / Clancy      | 21               | 23               |                  |                     |                 |                      |                     |                     |                     |                     |                     |  |       |                      |       |       |       |  |  |
|  | 7                | Bawden / Clancy      | 21               | 23               |                  | 7                   | Bawden / Clancy | 17                   | 18                  |                     |                     |                     |                     |  |       |                      |       |       |       |  |  |
|  |                  |                      |                  |                  |                  | 7                   | Bawden / Clancy | 17                   | 18                  |                     |                     |                     |                     |  |       |                      |       |       |       |  |  |
|  |                  | 2                    | Talita / Larissa | 21               | 21               |                     |                 |                      | Disputa pelo bronze | Disputa pelo bronze | Disputa pelo bronze | Disputa pelo bronze | Disputa pelo bronze |  |       |                      |       |       |       |  |  |
|  | 11               | 2                    | Talita / Larissa | 21               | 21               | Liliana / Baquerizo | 15              | 14                   | Disputa pelo bronze | Disputa pelo bronze | Disputa pelo bronze | Disputa pelo bronze | Disputa pelo bronze |  |       |                      |       |       |       |  |  |
|  | 11               |                      |                  |                  |                  | Liliana / Baquerizo | 15              | 14                   |                     |                     |                     |                     |                     |  |       |                      |       |       |       |  |  |
|  | 2                | Talita / Larissa     | 21               | 21               |                  |                     |                 |                      |                     |                     |                     |                     |                     |  | 6     | Ludwig / Walkenhorst | 21    | 21    |       |  |  |
|  |                  |                      |                  |                  |                  |                     |                 |                      |                     |                     |                     |                     |                     |  | 7     | Bawden / Clancy      | 17    | 13    |       |  |  |

### Quartas-de-final
| 22 Ago 10:05 | Pata / Matauatu (VAN) | 1 – 2                | Ludwig / Walkenhorst (ALE) | Duração: 0:55 |
| 22 Ago 10:05 | 23 15                 | 1º Set 2º Set 3º Set | 21 17                      | Duração: 0:55 |

| 22 Ago 10:05 | Walsh / Ross (EUA) | 2 – 1                | Bansley / Pavan (CAN) | Duração: 1:15 |
| 22 Ago 10:05 | 18 21 18           | 1º Set 2º Set 3º Set | 21 14 16              | Duração: 1:15 |

| 22 Ago 11:05 | Holtwick / Semmler (ALE) | 0 – 2         | Bawden / Clancy (AUS) | Duração: 0:39 |
| 22 Ago 11:05 | 15 21                    | 1º Set 2º Set | 21 23                 | Duração: 0:39 |

| 22 Ago 11:05 | Liliana / Baquerizo (ALE) | 0 – 2         | Talita / Larissa (BRA) | Duração: 0:33 |
| 22 Ago 11:05 | 15 14                     | 1º Set 2º Set | 21                     | Duração: 0:33 |

### Semifinais
| 22 Ago 13:38 | Ludwig / Walkenhorst (ALE) | 0 – 2         | Walsh / Ross (EUA) | Duração: 0:53 |
| 22 Ago 13:38 | 19 17                      | 1º Set 2º Set | 21                 | Duração: 0:53 |

| 22 Ago 16:15 | Bawden / Clancy (AUS) | 0 – 2         | Talita / Larissa (BRA) | Duração: 0:42 |
| 22 Ago 16:15 | 17 18                 | 1º Set 2º Set | 21                     | Duração: 0:42 |

### Disputa pelo bronze
| 23 Ago 10:05 | Ludwig / Walkenhorst (ALE) | 2 – 0         | Bawden / Clancy (AUS) | Duração: 0:47 |
| 23 Ago 10:05 | 21 21                      | 1º Set 2º Set | 17 13                 | Duração: 0:47 |

### Final
| 23 Ago 11:38 | Walsh / Ross (EUA) | 0 – 2         | Talita / Larissa (BRA) | Duração: 0:54 |
| 23 Ago 11:38 | 18 16              | 1º Set 2º Set | 21                     | Duração: 0:54 |

### Qualificação
No torneio feminino, 31 duplas participaram do torneio de qualificação. A dupla ranqueada como número 1 pela FIVB, Fernanda Berti e Taiana Lima, do Brasil, recebeu entrada direta para a segunda rodada de qualificação. Ao final, apenas oito duplas irão para o torneio principal.

#### Primeira rodada da Qualificação
| Data   | Hora  |                            | Placar |                            | 1º Set | 2º Set | 3º Set |
| ------ | ----- | -------------------------- | ------ | -------------------------- | ------ | ------ | ------ |
| 18 Ago |       | Taiana / Fernanda          |        |                            |        |        |        |
| 18 Ago | 09:00 | Braakman / Sinnema         | 1–2    | Barsuk / Prokopeva         | 26–28  | 21–15  | 10–15  |
| 18 Ago | 09:00 | Hermannova / Sluková       | 2–0    | Whitaker / MacTavish       | 21–10  | 21–16  |        |
| 18 Ago | 09:00 | Ma / Xia                   | 0–2    | Carico / Summer            | 13–21  | 13–21  |        |
| 18 Ago | 09:50 | Humana-Paredes / Pischke   | 0–2    | McColloch / Stockman       | 17–21  | 17–21  |        |
| 18 Ago | 09:50 | Ledoux / Hester            | 0–2    | Van Gestel / Van der Vlist | 12–21  | 18–21  |        |
| 18 Ago | 09:50 | Take / Mizoe               | 0–2    | Dowdy / McGuire            | 19–21  | 18–21  |        |
| 18 Ago | 09:50 | Hughes / Claes             | 1–2    | Goricanec / Hüberli        | 16–21  | 22–20  | 11–15  |
| 18 Ago | 10:40 | Gallay / Klug              | 2–0    | Bensend / Urango           | 21–17  | 21–16  |        |
| 18 Ago | 10:40 | Ribera / Fernández Navarro | 1–2    | DiCello / Van Zwieten      | 21–23  | 21–18  | 11–15  |
| 18 Ago | 10:40 | Cicolari / Momoli          | 0–2    | Gordon / Wilkerson         | 15–21  | 19–21  |        |
| 18 Ago | 10:40 | Branagh / Kropp            | 2–0    | Lehtonen / Lahti           | 21–19  | 21–17  |        |
| 18 Ago | 11:30 | Schwaiger S. / Hansel      | 2–0    | Pazo / Perez               | 21–18  | 21–14  |        |
| 18 Ago | 11:30 | Rios / Candelas            | 0–2    | Bieneck / Großner          | 14–21  | 10–21  |        |
| 18 Ago | 11:30 | Mashkova / Tsimbalova      | 2–0    | Agudo / Gabi               | 21–16  | 21–16  |        |
| 18 Ago | 11:30 | Larsen / Metter            | 0–2    | Maria Clara / Carolina     | 17–21  | 13–21  |        |

#### Segunda rodada da Qualificação
As duplas vencedoras desta fase ganham vaga no Torneio Principal.
| Data   | Hora  |                       | Placar |                            | 1º Set | 2º Set | 3º Set |
| ------ | ----- | --------------------- | ------ | -------------------------- | ------ | ------ | ------ |
| 18 Ago | 15:40 | Taiana / Fernanda     | 0–2    | Barsuk / Prokopeva         | 18–21  | 20–22  |        |
| 18 Ago | 15:40 | Hermannova / Sluková  | 0–2    | Carico / Summer            | 22–24  | 16–21  |        |
| 18 Ago | 15:40 | McColloch / Stockman  | 0–2    | Van Gestel / Van der Vlist | 15–21  | 20–22  |        |
| 18 Ago | 15:40 | Dowdy / McGuire       | 0–2    | Goricanec / Hüberli        | 19–21  | 12–21  |        |
| 18 Ago | 16:30 | Gallay / Klug         | 0–2    | DiCello / Van Zwieten      | 19–21  | 19–21  |        |
| 18 Ago | 16:30 | Gordon / Wilkerson    | 0–2    | Branagh / Kropp            | 19–21  | 14–21  |        |
| 18 Ago | 16:30 | Schwaiger S. / Hansel | 0–2    | Bieneck / Großner          | 16–21  | 17–21  |        |
| 18 Ago | 16:30 | Mashkova / Tsimbalova | 2–1    | Maria Clara / Carolina     | 21–16  | 12–21  | 15–11  |